# Любівка (Докучаєвська міська громада)
Лю́бівка — село Докучаєвської міської громади Кальміуського району Донецької області, Україна.

## Загальні відомості
Відстань до Волновахи становить близько 40 км і проходить переважно автошляхом Н20. Землі села межують із територією Старобешівського району Донецької області.
Із серпня 2014 р. перебуває на території, яка тимчасово окупована російськими терористичними військами.

## Населення

### Мова
Розподіл населення за рідною мовою за даними перепису 2001 року:
| Мова            | Кількість | Відсоток |
| --------------- | --------- | -------- |
| українська      | 409       | 76.16%   |
| російська       | 104       | 19.37%   |
| румунська       | 10        | 1.86%    |
| вірменська      | 7         | 1.30%    |
| білоруська      | 2         | 0.37%    |
| болгарська      | 2         | 0.37%    |
| грецька         | 1         | 0.20%    |
| інші/не вказали | 2         | 0.37%    |
| Усього          | 537       | 100%     |

За даними перепису 2001 року населення села становило 537 осіб, із них 76,16 % зазначили рідною мову українську, 19,37 % — російську, 1,86 % — молдовську, 1,3 % — вірменську, 0,37 % — білоруську та болгарську, а також 0,19 % — грецьку мову.

## Відомі особистості
В поселенні народився:
- Цетляк Станіслав Іванович (1937—1993) — письменник, літературознавець.